# موت القلب المفاجئ
موت القلب المفاجئ أو الموت القلبي المفاجئ (بالإنجليزية: Sudden cardiac death)‏ هو موت طبيعي لأسباب قلبيّة، يبدأ بأعراض مثل فقدان الوعي في غضون ساعة واحدة من بداية ظهور الأعراض الحادة. هناك أشكال أخرى للموت المفاجئ لاتتعلق بالقلب. مثل توقف التنفس (لأسباب مثل انسداد مجرى الهواء التي ينظر لها كحالات اختناق) التسمم ،الحساسية المفرطة أو الصدمة.
من المهم أن نميز بين هذا المصطلح ومصطلح سكتة قلبية ،والذي يشير إلى وقف وظيفة ضخ القلب والتي ممكن أن تكون عكسية.عبارة موت القلب المفاجئ من مفاهيم الصحة العامة يدمج الميزات التالية سريعة ،غير متوقعة وطبيعية. ولا يشير تحديداً إلى الآلية أو سبب الوفاة.

## الأسباب
السبب الأكثر شيوعاً للوفاة القلبية المفاجئة لدى البالغين فوق سن 30 هو تعصد الأوعية (تصلب الشرايين) معظم الفحوصات التشريحية تشير إلى تضيق مزمن على الأقل بجزء واحد من الشريان التاجي والشرايين التي يتدفق الدم عبرها إلى عضلة القلب. وهناك عدد من الحالات أيضاً تصاب بالجلطة أو الخثرة في الشرايين التاجية الرئيسية بسبب انسداد في جدار تلك الأوعية الدموية. ويعتقد أن الموت في هذه الحالات ينتج عن نقص الأوكسجين لفترة طويلة أو عابرة (نقص التروية الدماغية) في عضلة القلب أو عضلة جدار القلب الذي يؤدي إلى عدم انتظام ضربات القلب وتؤدي عادة إلى عدم انتظام ضربات القلب البطيني والتي تنتهي إلى رجفان بطيني. فلا يحدث أي تغيير في عضلة القلب. العلامات الشائعة لذلك هي غياب العلامات النسيجية واحتشاء حاد. التضيق المزمن من بدرجة كبيرة قد يسبب نوبات سابقة من نقص الأكسجي والتهاب النسيج الليفي البؤري وهو مشاهد تشريحيا بعضلة القلب بكثرة. وعدم انتظام ضربات القلب قد ينشأ في عضلة القلب التي تعرضت لنقص في الأكسجين لعدة مرات متتالية.
تضخم البطين الأيسر هو السبب الرئيسي الثان للوفاة القلبية المفاجئة عند عدد من السكان البالغين وهو الأكثر شيوعاً بسبب فترة طويلة من ارتفاع ضغط الدم والذي يتسبب بأضرا ثانوية لجدار غرفة الضخ في عضلة القلب, والبطين الأيسر.ومرة أخرى التضخم يرتبط بانتظام ضربات القلب.
آلية الموت عند غالبي المرضى الذين يموتون نتيجة موت مفاجئ للقلب يكون بسبب الرجفان البطيني ونتيجة لذلك قد لا تظهر أعراض أولية لتلك الحالة.
قد يموت هؤلاء الأشخاص وهم يمارسون حياتهم اليومية فينهارون فجأة دون أن تهر عليهم الماهر التقليدية للاحتشاء مثل الألم في الصدر وضيق في التنفس. وهناك بالمقابل حالات يشعر فيها المريض بتأثير نقص الأكسجين على القلب. حيث يرتبط نقص الأكسجين بآلام كلاسيكية في الصدر وفي الذراع اليسرى والفك. قد يشعر المريض بمرض عام في سده كله مع دوار وغثيان وقيء.هذه الأعراض قد تسبق الموت بعدة دقائق أو عدة ساعات.
وحدات الاستجابة السريعة لقلب وأجهزة تنظيم ضربات القلب المحمولة، تم اختراعها من قبل الطبيب البروفيسور فرانك بانتريدج والتي ساعدت الكثير من الناس على البقاء على قيد الحياة بعد أن انهاروا برجفان بطيني ،أما في حالات الموت القلبي المفاجئ يكون هناك مقاومة للإنعاش فالرجفان المبكر في هذه الحالات نادراً ما يبقي الناس على قيد الحياة. وحالياً يتم وضع هذه الأنظمة قيد التنفيذ والاستخدام.
وقد ركزت الصحافة بشكل كبير على الرياضيين الشباب الذين يموتون فجأة أثناء التدريب نتيج الموت القلبي المفاجئ. وتنفق الكثر من الأموال في هذا المجال للبحث عن طرق لفحص الشباب الرياضيين لمنع وقوع تلك الحالات. ويجب التشديد على أن هذه الحالت نادرة بالمقارنة مع المئات الذين يموتون كل سنة من عصيدة الشريان التاجي وتضخم الطين الأيسر. وكانت هذه الحالات تحظى بانتباه غير متكافئ من الإعلام نظراً لأنهم شباب ولسرعة الوفاة.
على الرغم من أن السبب الأكثر تواتراً لموت القلب المفاجئ هو داء شريان القلب التاجي إلا أن هناك أ سباب أخرى هي:
- شذوذ في الشريان التاجي
- تضخم عضلة القلب البطيني
- أمراض عضلة القلب بما في ذلك قصور القلب
- اضطراب نظم القلب للبطين الأيمن
- اعتلال عضلة القلب المتراكز
- اعتلال عضلة القلب التوسعي
- احتشاء عضل القلب
- عدم اندماج القلب
- التهابات ،ارتشاحات ،أورام ،انتكاسات العمليات
- أمراض صمامات القلب
- عيب خلقي بالقلب
- شذوذ الكهربية الأولية مثل:
- متلازمة كيو تي الطويلة سواء كانت خلقية أم مكتسبة
- متلازمة العقدة الجيبية المريضة
- متلازمة البروجادا
- كاتيكولاميني تسرع القلب البطيني متعدد الأشكال
- نقص المغنيسيوم
- إيقلع غير مستقر متعلق بالجهاز عصبي مركزي
- ارتجاج القلب
- تسلخ الأبهر
- الاضطرابات الأيضية

## اتظر أيضاً
- توقف القلب
- موت سريري
- رجفان بطيني
- احتشاء عضل القلب

## وصلات خارجية
- جمعية إيقاع القلب صفحة السكتة القلبية المفاجئة
- مؤسسة السكتة القلبية المفاجئة
- تحالف عدم انتظام ضربات القلب صفحة السكتة القلبية المفاجئة
- مخاطر القلب في الشباب
- جولة الفحص القلبي من فيليبس